# Camparan
Camparan település Franciaországban, Hautes-Pyrénées megyében. Lakosainak száma 51 fő (2022. január 1.). Camparan Guchan, Azet, Bourisp és Grailhen községekkel határos.

## Népesség
A település népességének változása:
| Lakosok száma | 66   | 59   | 57   | 55   | 56   | 57   | 55   | 53   | 51   |
|               | 2013 | 2015 | 2016 | 2017 | 2018 | 2019 | 2020 | 2021 | 2022 |